# Polyphylla barbata
La polyphylla barbata es una especie rara de escarabajo conocida por el nombre común de escarabajo de junio del Monte Hermón. Es endémica de California, donde solo se encuentra en el condado de Santa Cruz. Solo existe un único registro de esta especie en una franja de territorio inferior a 1500 acres (6,1 km²). Está catalogada como especie en peligro de extinción a nivel federal en los Estados Unidos.

## Descripción
El escarabajo mide aproximadamente 2 centímetros de largo, es de color negro y marrón, con rayas longitudinales blancas interrumpidas en el dorso. Los élitros están cubiertos por una fina capa de pelos. La hembra es ligeramente más grande que el macho. Pasa la mayor parte del tiempo bajo tierra, saliendo solo para aparearse con el macho. El macho vuela entre mediados de junio y finales de julio, siendo más activo entre las 20:45 y las 21:30 horas. Sus alas emiten un sonido crepitante mientras vuela. El insecto permanece la mayor parte de su ciclo vital como larva subterránea, y los adultos podrían no alimentarse en absoluto. Las larvas probablemente se alimentan de raíces de plantas y de hongos micorrícicos. El ciclo de vida puede durar entre 2 y 3 años, pero la etapa adulta del macho podría durar apenas una semana, y la hembra probablemente muere poco después de poner los huevos.

## Distribución
Este escarabajo fue descrito por primera vez en 1938 a partir de un ejemplar hallado en el Monte Hermon, California. Está restringido a las colinas arenosas de Zayante, una región que abarca el Monte Hermon, Scotts Valley y Ben Lomond, en los montes Santa Cruz. Esta región también alberga otro artrópodo en peligro de extinción: el saltamontes de alas bandas de Zayante (Trimerotropis infantilis).
Su hábitat está compuesto por bosques de pino ponderosa y matorrales de chaparral, con zonas abiertas de suelo arenoso que forman bolsillos dentro de las colinas volcánicas circundantes. En esta área también se encuentran varias especies vegetales raras o amenazadas, como la alhelí de Ben Lomond (Erysimum teretifolium), la espinaca de Ben Lomond (Chorizanthe pungens subsp. hartwegiana) y el ciprés de Santa Cruz.
Más del 40% de la región de las colinas arenosas de Zayante se ha perdido debido a la actividad humana, como la urbanización y la extracción de arena. Gran parte del área de distribución del escarabajo se encuentra cerca de operaciones activas de minería de arena. La extinción de incendios provocó una alteración de la flora habitual de la zona, permitiendo que las especies resistentes al fuego sean reemplazadas por otras plantas menos adaptadas.